# منفذ الشلامجة الحدودي
منفذ الشلامجة الحدودي هو منفذ حدودي بري للعراق مع إيران ويقع شرق محافظة البصرة ويبعد عن مركز مدينة البصرة حوالي 30 كم ، حيث تدخل المئات من الشاحنات المحملة بالبضائع والسلع إلى البصرة يوميا عبر هذا المنفذ إضافة إلى الزوار الإيرانيين القادمين لزيارة العتبات المقدسة في العراق.

## الإيرادات
| التاريخ   | الايراد              | هامش  |
| --------- | -------------------- | ----- |
| آذار 2017 | 30 مليار دينار عراقي | [ 1 ] |